# Staten van Soedan
Soedan werd in 1972 ingedeeld in 9 verschillende regio's (mudiriyas); 6 noordelijke en 3 zuidelijke.
Noordelijke:
- Ash-Shamallyah (Noord; lag voor een klein deel in Egypte)
- Ash-Sharqlyah (Oost)
- Al-Awsat (Centraal)
- Darfur (of Darfoer)
- Khartoem
- Kordofan

Zuidelijke:
- Bahr-al-Ghazal
- Equatoria
- A'ali an-Nil (Opper Nijl)

Deze 9 regio's zijn na een aantal hervormingen in 1994 hervormd tot 26 staten (ولاية, wilãya, letterlijk provincie):
A'ali an-Nil, Al-Bahr-al-Ahmar, Al-Boehayrat, Al-Jazirah, Al-Qadarif, Al-Wahdah, An-Nil-al-Abyad, An-Nil-al-Azraq, Ash-Shamaliyah, Bahr-al-Jabal, Gharb-al-Istiwa'iyah, Gharb-Bahr-al-Ghazal, Gharb-Darfur, Gharb-Kordofan, Janub-Darfur, Janub-Kordofan, Junqali, Khartoem, Kassala, Nahr-an-Nil, Shamal-Bahr-al-Ghazal, Shamal-Darfur, Shamal-Kordofan, Sharq-al-Istiwa'iyah, Sinnar en Warab.
De staten zijn verdeeld in districten (محليات, mahaliyat).
De tien zuidelijke deelstaten vormden sinds 2005 het autonome gebied Zuid-Soedan, dat op 9 juli 2011 een onafhankelijke staat werd.

## Huidige staten
Staten van Soedan:
1.  Khartoem (Eng: Khartoum)
2. Noord-Kordofan (Eng: North Kordofan)
3. Ash-Shamaliyah (Eng: Northern)
4.  Kassala (Eng: Kassala)
5. Blauwe Nijl (Eng: Blue Nile)
6. Noord-Darfoer (Eng: North Darfur)
7. Zuid-Darfoer (Eng: South Darfur)
8. Zuid-Kordofan (Eng: South Kordofan)
9. Al-Jazirah (Eng: Gezira)
10. Witte Nijl (Eng: White Nile)
11. Nijl (Eng: River Nile)
12. Rode Zee (Eng: Red Sea)
13.  Al-Qadarif (Eng: Gedaref)
14. Sennar (Eng: Sennar)
15. West-Darfoer (Eng: West Darfur)
16. Centraal-Darfoer (Eng: Central Darfur)
17. Oost-Darfoer (Eng: East Darfur)
18. West-Kordofan (Eng: West Kordofan)

## Vroegere regio's
Voor 1994 bestond Soedan uit negen regio's:
1. Ash-Shamallyah
2. Ash-Sharqlyah
3. Al-Awsat
4. Darfur
5. Khartoem
6. Kordofan
7. Bahr-al-Ghazal
8. Equatoria
9. A'ali-an-Nil